# Pom Lót
Pom Lót là một xã thuộc huyện Điện Biên, tỉnh Điện Biên, Việt Nam.

## Địa lý
Xã Pom Lót cách trung tâm huyện Điện Biên 13 km về phía tây nam theo Quốc lộ 279, có vị trí địa lý:
- Phía đông giáp xã Sam Mứn
- Phía tây giáp xã Na Ư
- Phía nam giáp xã Hẹ Muông
- Phía bắc giáp các xã Noong Hẹt, Noong Luống và Pa Thơm.

Xã Pom Lót có diện tích 42,31 km², dân số năm 2022 là 5.427 người,  mật độ dân số đạt 128 người/km².

## Hành chính
Xã Pom Lót được chia thành 8 thôn: 1, 2, 3, 4, 5, 6, 7, 9 và 6 bản: Na Có, Na Hai, Na Ten, Na Vai, Pá Nậm, Pom Lót.

## Lịch sử
Ngày 25 tháng 8 năm 2012, Chính phủ ban hành Nghị quyết số 45/NQ-CP về việc thành lập xã Pom Lót trên cơ sở điều chỉnh 4.228,5 ha diện tích tự nhiên với 5.158 người có 10 thôn: 1 Pom Lót, 2 Pom Lót, 3 Pom Lót, 4 Pom Lót, 5 Pom Lót, 6 Pom Lót, 7A Pom Lót, 7B Pom Lót, 9 Pom Lót, 17 Pom Lót và 9 bản: Pom Lót, Na Vai, Na Ten, Pả Năm, Na Có, Na Thìn, Na Hai 1, Na Hai 2, Thanh Xuân của xã Sam Mứn.
Ngày 10 tháng 7 năm 2019, HĐND tỉnh Điện Biên ban hành Nghị quyết số 116/NQ-HĐND về việc:
- Sáp nhập Thôn 17 vào Thôn 4.
- Sáp nhập Thôn 19 vào Thôn 6.
- Thành lập Thôn 7 trên cơ sở Thôn 7A và Thôn 7B.
- Sáp nhập bản Thanh Xuân vào bản Pom Lót.
- Thành lập bản Na Hai trên cơ sở 3 bản: Na Hai 1, Na Hai 2, Na Thìn.